# Fullmetal Alchemist
Fullmetal Alchemist (鋼の錬金術師, Hagane no Renkinjutsushi, literalment "L'alquimista d'acer") és un manga japonès escrit i il·lustrat per Hiromu Arakawa. El manga es va publicar a la revista Monthly Shōnen Gangan de Square Enix entre l'agost de 2001 i el juny de 2010. Més endavant, Square Enix va tornar a publicar el manga en 27 volums tankōbon.
El món de Fullmetal Alchemist està ambientat en la Revolució Industrial europea. L'escenari és un univers fictici on l'alquímia és una de les tècniques científiques més avançades, i la història segueix els germans Elric, l'Edward i l'Alphonse, que cerquen la pedra filosofal per recuperar els cossos després d'un intent fallit de reviure la seva mare amb l'alquímia.
El manga ha estat adaptat a dos animes i dues pel·lícules d'animació, tots animats per l'estudi Bones, a més de diverses novel·les curtes, OVAs, videojocs, llibres suplementaris, un joc de cartes col·leccionable i una varietat de figures d'acció i altres productes de marxandatge basats en els personatges de la sèrie.
A 2021, el manga havia venut més de 80 milions de còpies a tot el món, la qual cosa la converteix en una de les sèries de manga més venudes de tots els temps. Va rebre el 49è Premi Manga Shogakukan per a la categoria shōnen el 2004, el premi Eagle del Regne Unit al manga preferit el 2010 i el 2011 i el Seiun Award al millor còmic de ciència-ficció el 2011. Fullmetal Alchemist ha rebut crítiques molt positives de la crítica, especialment pel seu desenvolupament de personatges, escenes d'acció, simbolisme i referències filosòfiques.

## Argument
L'Edward i l'Alphonse Elric són dos germans alquimistes que cerquen la llegendària pedra filosofal, un objecte poderós que els permetrà recuperar els seus cossos. Nascuts al poble de Resembool del país d'Amestris (アメストリス, Amesutorisu), els dos germans hi viuen amb la seva mare, la Trisha Elric. El seu pare, Von Hohenheim, se'n va de casa per raons desconegudes i anys més tard, la Trisha mor a causa d'una malaltia terminal, cosa que deixa els germans Elric sols. Després de la mort de la seva mare, l'Edward decideix que la faria reviure fent ús de l'alquímia, una ciència avançada amb la qual els objectes es poden crear a partir de materials purs. Els germans es documenten sobre la transmutació humana, una art prohibida en què s'intenta crear o modificar un humà. No obstant això, l'intent dels germans  fracassa i comporta la pèrdua de la cama esquerra de l'Edward i el cos complet de l'Alphonse. En un esforç desesperat per salvar el seu germà, l'Edward sacrifica el seu braç dret per fixar l'ànima de l'Alphonse en una armadura. Uns dies més tard, un alquimista anomenat Roy Mustang visita els germans Elric, i els proposa que l'Edward sigui un membre de l'exèrcit estatal d'Amestris a canvi d'obtenir més material de recerca per aconseguir trobar la manera de recuperar els seus cossos originals. Després d'això, la cama esquerra i el braç dret de l'Edward són substituïts per un automail, un tipus de pròtesi avançada construïda per la seva amiga de la infància Winry Rockbell i l'àvia de la Winry, la Pinako.
Llavors, l'Edward es converteix en Alquimista Estatal (国家錬金術師, Kokka Renkinjutsushi), un alquimista contractat per l'Exèrcit Estatal d'Amestris, que infamement havia aniquilat la majoria d'individus de la raça d'Ishval en la passada dècada. El fet de convertir-se en Alquimista Estatal permet a l'Edward utilitzar els amplis recursos disponibles d'altres Alquimistes Estatals. Els germans parteixen a la recerca de la pedra filosofal com un mitjà per tornar als seus cossos originals. Al llarg del camí, coneixen aliats i enemics, incloent-hi aquells que també busquen la pedra filosofal per altres motius; l'Scar, un dels pocs ishvalans que han sobreviscut, que busca venjar-se dels Alquimistes Estatals per la destrucció de la seva raça; i els homuncles, un grup de criatures semblants als humans que contenen al seu interior trossos de la pedra filosofal, i que això els permet sobreviure de quasi qualsevol mal.
Mentre la història progressa, l'Edward i l'Alphonse descobreixen que la gran expansió d'Amestris ha estat gràcies als homuncles, que havia creat i controlen secretament l'Exèrcit Estatal. Els homuncles i la majoria d'oficials de l'exèrcit d'alt rang estan dirigits de forma secreta pel creador dels homuncles, un home que és conegut amb el nom de "Pare". El Pare havia aconseguit la immortalitat gràcies a la pedra filosofal, que va crear enganyant en Hohenheim segles abans de l'inici de la història. El Pare vol utilitzar Amestris com un cercle de transmutació gegant per transmutar el país sencer per raons que els germans Elric desconeixen. Quan l'Edward i l'Alphonse descobreixen els plans del Pare, decideixen juntament amb altres membres de l'Exèrcit Estatal enfrontar-s'hi per derrotar-lo. L'Armada de Briggs, provinent del nord del país, envaeix la Ciutat Central, la capital d'Amestris, i inicia un conflicte amb les forces de Central.
Quan s'inicia la guerra, els homuncles restants són derrotats un a un i les tropes de Ciutat Central van posant-se al corrent sobre la veritat de la situació. El Pare intenta transmutar Amestris per aconseguir poders divins, però en Hohenheim aconsegueix aturar-lo. Llavors el Pare, molt debilitat, és derrotat per l'Edward amb el seu braç original, que ha aconseguit gràcies al fet que l'Alphonse se sacrifica per retornar-li. Més tard, l'Edward sacrifica la seva habilitat per fer servir l'alquímia per tornar l'Alphonse al seu cos original. Els germans Elric tornen a Resembool, però dos anys més tard, se separen per recompensar les persones que els havien ajudat tot al llarg del seu trajecte.
Al final de l'últim episodi es veuen diferents fotografies que descriuen allò que passa després del final, l'última ensenya l'Edward i la Winry feliçment casats i amb un fill i una filla (que s'assemblen a l'Edward i la Winry, respectivament), amb diversos personatges incloent-hi l'Alphonse i la May a prop seu.

### Diferències amb la primera adaptació d'anime
La primera meitat de la trama de l'anime segueix la del manga, però llavors divergeixen severament cap a la meitat de la història. La Dante, una antiga nòvia d'en Hohenheim i mentora del seu propi professor, fa del gran antagonista de la sèrie. Segles abans, tots dos havien perfeccionat mètodes per fer la pedra filosofal i havien aconseguit un tipus d'immortalitat transferint la seva ànima i intel·lecte en altres cossos. En Hohenheim finalment és derrotat per la culpa de sacrificar vides per fer la pedra i deixa la Dante. Malgrat que la Dante encara és capaç de saltar de cos en cos amb l'última pedra que havia creat amb en Hohenheim, no té prou coneixement per fer-ne una. Fa servir els homuncles per incentivar l'Edward i l'Alphonse, juntament amb altres alquimistes també desesperats, per crear una pedra filosofal per a ella.
Quan l'Scar crea la pedra filosofal, posa la pedra al cos de metall de l'Alphonse i el segresta. Quan l'Edward vol rescatar-lo, és matat per l'homuncle Envy. L'Alphonse fa servir la pedra filosofal per reviure el seu germà, però desapareix en el procés. La Dante intenta escapar, però és matada quan l'homuncle Gluttony, la ment del qual ella havia esborrat prèviament, no reconeix la seva creadora. Després de ser reviscut, l'Edward arrisca la vida per recuperar el seu germà a canvi. Com a resultat, l'Edward acaba en un món paral·lel, mentre que l'Alphonse recupera el seu cos original. Decidit a reunir-se amb l'Alphonse, l'Edward s'implica en la recerca en enginyeria espacial, amb la intenció d'utilitzar aquesta tecnologia per intentar tornar al seu món. La història acaba en l'adaptació de la pel·lícula Conqueror of Shamballa, on la cerca de l'Edward atrau l'atenció de la Societat Thule, que vol entrar al seu món, creient que és Shamballa, amb l'objectiu d'obtenir noves armes per ajudar-los en la Segona Guerra Mundial. La Dietlinde Eckhart, un membre de la Societat Thule, aconsegueix entrar a l'altre món i intenta destruir Amestris. No obstant això, és derrotada pels germans Elric, que decideixen quedar-se a Alemanya.

## Producció
Després de llegir sobre la pedra filosofal, Arakawa va sentir-se atreta per la idea de fer servir alquímia al manga. Li va agradar tant que va començar a llegir llibres relacionats amb l'alquímia, que va trobar molt complicats perquè alguns llibres en contradeien d'altres. Arakawa estava més atreta pels aspectes filosòfics que pels pràctics. Pel concepte d'Intercanvi Equivalent (等価交換, Tōka Kōkan), es va inspirar en el treball dels seus pares, que tenien una granja a Hokkaido i sempre havien d'esforçar-se al màxim per aconseguir diners per menjar.
Arakawa volia integrar els problemes socials a la història. Va recol·lectar informació mirant programes de notícies i parlant amb persones com les persones asilades, veterans de guerra i antics yakuza. Alguns elements de l'argument es desenvolupen en aquests aspectes, com la Pinako Rockbell cuidant els germans Elric després de la mort de la seva mare, i els germans ajudant persones d'arreu del país, per aconseguir entendre el significat de família. Quan estava creant el món fictici de Fullmetal Alchemist, Arakawa es va inspirar després de llegir sobre l'Europa de la revolució industrial; va quedar impactada de com eren de diferents les persones de diferents països comparant-los amb la seva cultura, arquitectura i vestits. Estava especialment interessada en l'Anglaterra d'aquest temps i "va afegir-hi el seu sabor original per convertir-ho en un món de fantasia."
Quan el manga es va començar a publicar en volums, Arakawa tenia al cap alguns dels punts més importants de l'argument i el final. Volia que els germans Elric recuperessin els seus cossos encara que fos parcialment. Mentre la història continuava, no obstant això, va notar com molts dels personatges estaven madurant i va decidir canviar algunes escenes. En la creació dels dissenys dels personatges, comenta que les seves màximes inspiracions són els autors de manga Suihō Tagawa i Hiroyuki Eto, i descriu el seu treball artístic com una barreja d'ells dos. El personatge més fàcil de dibuixar per ella fou Alex Louis Armstrong, així com petits animals. A cause del fet que li agraden els gossos, Arakawa va afegir-ne uns quants a la història. Arakawa va posar èmfasi en la comèdia al llarg del manga, perquè pensa que és un entreteniment, i va intentar minimitzar el fet de centrar-se en escenes tristes.
Quan el nombre de capítols del manga fou al voltant dels 40, Arakawa va comentar que la sèrie estava cap al final de la història, i que intentaria agilitzar la història abans d'arribar al final. Per evitar fer capítols menys interessants que la resta, alguns detalls innecessaris es van retirar i es va desenvolupar un clímax. La retirada d'informació menor fou necessària perquè el nombre de pàgines amb les quals Arakawa havia de treballar per al Monthly Shōnen Gangan no era suficient per cobrir tot el contingut de la història que volia afegir. De per si, algunes aparicions de personatges eren limitades en alguns capítols. Inicialment, Arakawa creia que les sèries tindrien 21 volums, però la llargada va augmentar a 27. Després de finalitzar la serialització al cap de nou anys, Arakawa estava satisfeta amb el seu treball, ja que creia que havia explicat tot el que volia amb el manga.
Durant el desenvolupament del primer anime, Arakawa va permetre que la direcció de l'anime treballés de forma independent a ella, i va sol·licitar tenir un final diferent del manga. Ella va respondre que no li agradaria repetir el mateix final en ambdós mitjans, a part de fer el manga més ampli per treballar més en el desenvolupament dels personatges. Quan va mirar el final de l'anime, va quedar impactada sobre com eren de diferent els homuncles respecte al manga i va gaudir amb l'especulació sobre els orígens dels antagonistes. A més, com que Arakawa va ajudar el personal de Bones en la realització de la sèrie, va estar molt ocupada i va tenir poc temps per fer les il·lustracions de la portada dels volums del manga.

## Temes
La sèrie explora els problemes socials que l'autora Hiromu Arakawa havia estudiat. La història de fons de l'Scar i el seu odi en contra de l'Exèrcit Estatal es basa en els ainus, que van perdre la seva terra per altres persones. Això inclou les conseqüències de la guerrilla i la quantitat de soldats violents que pot tenir un exèrcit. Algunes de les persones que van apropiar-se de la terra dels ainus eren originàriament ainus, cosa que és referenciada amb la ironia de l'Scar fent servir l'alquímia per matar alquimistes malgrat que era prohibit a la seva pròpia regió. El fet que els germans Elric siguin orfes i hagin estat adoptats per la Pinako Rockbell reflecteix com Arakawa creu que la societat hauria de tractar els orfes. La gran dedicació dels personatges també implica com de dur han de treballar les persones per aconseguir el seu menjar. La sèrie també explora el concepte d'intercanvi equivalent: amb l'objectiu d'aconseguir alguna cosa nova, la persona ha de pagar-ho amb alguna cosa del mateix valor. Això és aplicat pels alquimistes quan creen nous materials i també és una creença que els germans Elric segueixen.

## Versions

### Manga
Escrit i dibuixat per Hiromu Arakawa, el manga de Fullmetal Alchemist es va serialitzar a la revista mensual de Square Enix anomenada Monthly Shōnen Gangan, des de l'agost de 2001 fins al juny de 2010, quan es va arribar a l'últim capítol, el 108. També es va publicar una seqüela de l'anime en l'edició d'octubre del Monthly Shōnen Gangan. En la mateixa revista, corresponent a l'edició del juliol de 2011, es va publicar una versió prototip del manga. Square Enix va compilar els capítols en 27 volums tankōbon. El primer volum es va publicar el 22 de gener de 2002 i l'últim, el 22 de novembre de 2010. Uns quants capítols s'han tornat a publicar al Japó en dos "números extra" de revistes i també Fullmetal Alchemist, The First Attack, que conté els primers nou capítols del manga i altres històries extra. El 22 de juliol de 2011, Square Enix va tornar a republicar el manga en el format kanzenban.
A Catalunya, el manga ha estat publicat en castellà per Norma Editorial. A la resta del món s'ha publicat en moltes llengües com l'anglès, el polonès, el francès, el portuguès, l'italià i el coreà.

### Animes

#### Fullmetal Alchemist
L'estudi d'animació Bones va adaptar el manga en 51 episodis d'anime. Va ser dirigit per Seiji Mizushima, escrit per Shō Aikawa i coproduït per Bones, Mainichi Broadcasting System i Aniplex. Els dissenys dels personatges els va fer Yoshiyuki Itō. L'anime es va estrenar a Mainichi Broadcasting System, TBS i Animax al Japó el 4 d'octubre de 2003, substituint Mobile Suit Gundam SEED, i va estar en antena fins al 2 d'octubre de 2004, obtinint un 6,8% de quota de pantalla d'audiència. El final de la història de l'anime i la conclusió feta per Bones és diferent de la del manga perquè el manga encara s'estava produint. Durant la creació de l'anime, Arakawa assistia a les reunions per donar la visió del món de Fullmetal Alchemist als empleats, però no va participar activament en cap treball per a la sèrie de TV. L'anime es va publicar en una sèrie de 13 DVDs des del 17 de desembre de 2003 fins al 26 de gener de 2005 al Japó per Aniplex. El gener de 2009, Bones va publicar una "caixa de DVDs" de l'anime, que incloïa el primer anime de 51 episodis, la pel·lícula, el CD de la banda sonora i la guia de l'anime.
També es van publicar cinc OVAs. La majoria d'aquestes OVAs són històries secundàries i no amplien l'argument. El març de 2006 es va publicar al Japó un DVD que recollia aquestes OVAs amb el nom de Fullmetal Alchemist: Premium Collection.

#### Fullmetal Alchemist: Brotherhood
En el 20è volum del manga, la creadora Arakawa va anunciar que s'estava produint un segon anime de Fullmetal Alchemist. Bones va produir el nou anime amb Yasuhiro Irie com a director i Hiroshi Ōnogi com a escriptor. El títol de l'anime també fou Fullmetal Alchemist en la versió japonesa, malgrat que fou Hagane no Renkinjutsushi: Fullmetal Alchemist (鋼の錬金術師 FULLMETAL ALCHEMIST, Hagane no Renkinjutsushi: Furumetaru Arukemisuto, abreviat com 鋼の錬金術師FA) per diferenciar-lo de l'anime de 2003. L'anime es va estrenar el 5 d'abril de 2009 a les 17.00 JST, dins del bloc d'anime dels diumenges del canal MBS-TBS, substituint Mobile Suit Gundam 00, i les actrius de veu Romi Park i Rie Kugimiya van reprendre els seus rols com a Edward i Alphonse Elric, respectivament. Al contrari del primer anime, que tenia una història pròpia, el segon anime segueix la història del manga. Aniplex va començar a publicar l'anime en Blu-ray i DVD el 26 d'agost de 2009, el primer del qual contenia dos episodis i una OVA. Dues OVAs més es van incloure en el cinquè i novè volums juntament amb quatre episodis. Aquestes OVAs eren històries secundàries centrades en alguns dels personatges de la sèrie. Altres volums tenen quatre episodis i cap OVA. Es van publicar un total de 16 volums, i es van acabar de publicar el 24 de novembre de 2010.
Al 30 Manga Barcelona, Selecta Visión va anunciar que doblaria l'anime al català. Es va incorporar a la plataforma AnimeBox el 29 d'abril de 2025.

### Pel·lícules
Bones va produir una seqüela del primer anime, anomenada Fullmetal Alchemist the Movie: Conqueror of Shamballa, que es va estrenar als cinemes japonesos el 23 de juliol de 2005. La pel·lícula segueix els intents de l'Edward Elric de retornar al seu món després d'haver viscut dos anys al nostre món, que existeix en un univers paral·lel al seu, mentre l'Alphonse està igualment determinat a reunir-se amb el seu germà per tots els mitjans possibles.
Després del final del segon anime, es va fer un anunci sobre una nova pel·lícula de Fullmetal Alchemist. Un teaser es va penjar a la pàgina web oficial de Fullmetal Alchemist: Brotherhood el novembre de 2010, confirmant que la pel·lícula L'Alquimista d'Acer: l'estrella sagrada de Milos es projectaria al Japó el juliol de 2011. Va ser dirigida per Kazuya Murata, i el guió el va fer Yūichi Shinpo. Ambientat a la història del segon anime, segueix els germans Elric anant a un altre país per capturar un criminal. Aquesta pel·lícula va ser doblada al català, però no s'ha emès mai enlloc ni s'ha publicat en cap mitjà, la qual cosa el converteix en un doblatge perdut o lost media.

### Novel·les curtes
Square Enix va publicar una sèrie de sis novel·les curtes de Fullmetal Alchemist, escrites per Makoto Inoue. Viz Media té la llicència per a la seva publicació en anglès a Amèrica del Nord, traduïdes per Alexander O. Smith. Malgrat que Arakawa no va escriure les novel·les, en va fer les il·lustracions, incloent-hi les portades i els frontispicis. Les novel·les són derivades del manga i segueixen els germans Elric en la seva missió per aconseguir la pedra filosofal. La primera novel·la, Fullmetal Alchemist: The Land of Sand, va ser duta en animació als episodis onze i dotze de l'anime. La quarta novel·la conté una història extra sobre els militars anomenada "Les vacances d'en Roy". També s'han escrit novel·litzacions de tres dels jocs per a PlayStation 2: Fullmetal Alchemist and the Broken Angel, Curse of the Crimson Elixir, and The Girl Who Succeeds God. La primera va ser autoritzada per Makoto Inoue i la resta, per Jun Eishima.

### Radionovel·les
Hi ha hagut dues sèries de radionovel·les de Fullmetal Alchemist. El primer volum de la primera sèrie, Fullmetal Alchemist Vol. 1: The Land of Sand (砂礫の大地, Sareki no Daichi), es va publicar abans que l'anime i explica una història similar a la de la primera novel·la. Els germans Tringham reprenen els seus rols a l'anime. Les històries de Fullmetal Alchemist Vol. 2: False Light, Truth's Shadow (偽りの光 真実の影, Itsuwari no Hikari, Shinjitsu no Kage) i Fullmetal Alchemist Vol. 3: Criminals' Scar (咎人たちの傷跡, Togabitotachi no Kizuato) estan basades en diferents capítols del manga amb l'addició d'altres personatges de l'exèrcit estatal.
La segona sèrie de les radionovel·les, disponible només amb les compres de Shōnen Gangan, consisteixen en històries curtes. Hi ha dues històries en aquesta sèrie, cadascuna amb dues parts. La primera, Fullmetal Alchemist: Ogutāre of the Fog (霧のオグターレ, Kiri no Ogutāre), va ser inclosa a l'edició d'abril i maig de 2004 de Shōnen Gangan, mentre que la segona història, Fullmetal Alchemist: Crown of Heaven (天上の宝冠, Tenjō no Hōkan), es va publicar a les edicions de novembre i desembre.

### CDs
Michiru Oshima va compondre la música per al primer anime. El CD TV Animation Fullmetal Alchemist Original Soundtrack 1 es va publicar el 24 de març de 2004 al Japó i contenia 33 pistes, incloent-hi alguns dels sons de fons usats durant punts clau a les sèries principals i el primer opening i ending. Malgrat que mai es va publicar oficialment, Vic Mignogna (la veu de l'Edward Elric a l'anime en anglès) va gravar en anglès una versió de la pista russa "Brothers" (en rus: Братья, Bratja; Japanese: Burācha). El 15 de desembre de 2004 es va publicar TV Animation Fullmetal Alchemist Original Soundtrack 2, que contenia 30 pistes. El 18 de maig de 2005 es va publicar TV Animation Fullmetal Alchemist Original Soundtrack 3, i contenia 27 pistes.
Fullmetal Alchemist: Complete Best i Fullmetal Alchemist Hagaren Song File (Best Compilation) són compilacions de les bandes sonores i van ser publicades al Japó el 14 d'octubre de 2004 i el 21 de desembre de 2005, respectivament. Una pista de DVD extra, exclusiu de la versió publicada als Estats Units, conté un vídeo musical per l'"Indelible Sin" de Nana Kitade. El 20 de juliol de 2005 es va publicar Fullmetal Alchemist The Movie Conqueror Of Shamballa OST, i contenia 46 pistes, totes fetes servir a Fullmetal Alchemist the Movie: Conqueror of Shamballa. Durant el desembre de 2004, es va fer un concert a Tòquio i després a Osaka anomenat "Tales of Another Festival", que va incloure actuacions d'alguns dels artistes musicals de l'anime i de les narracions pels actors i les actrius de veu. El 27 d'abril de 2005 es va publicar el DVD del concert amb el nom Fullmetal Alchemist Festival - Tales of Another.
El compositor de Fullmetal Alchemist: Brotherhood fou Akira Senju. El primer CD de la banda sonora d'aquest anime es va publicar el 14 d'octubre de 2009. El segon CD de la banda sonora de l'anime es va publicar el 24 de març de 2010. El tercer i últim CD es va publicar el 7 de juliol de 2010. Finalment, es va publicar una compilació de les cançons d'opening i ending anomenada Fullmetal Alchemist Final Best, que es va publicar el 28 de juliol de 2010.
El 29 de juny de 2011 es va publicar la banda sonora original de Fullmetal Alchemist: The Sacred Star of Milos (FULLMETAL ALCHEMIST Nageki no Oka no Seinaru Hoshi), composta per Taro Iwashiro.

### Videojocs
També s'han posat a la venda videojocs basats en Fullmetal Alchemist. Les històries dels jocs sovint divergeixen de les de l'anime i el manga i hi incorporen nous personatges. Square Enix ha publicat tres jocs de rol (RPG)—Fullmetal Alchemist and the Broken Angel, Curse of the Crimson Elixir, i Kami o Tsugu Shōjo. Bandai ha publicat dos RPG, Fullmetal Alchemist: Stray Rondo (鋼の錬金術師 迷走の輪舞曲, Hagane no Renkinjutsushi Meisō no Rondo) i Fullmetal Alchemist: Sonata of Memory (鋼の錬金術師 想い出の奏鳴曲, Hagane no Renkinjutsushi Omoide no Sonata), per a la Game Boy Advance, i una, Dual Sympathy, per a la Nintendo DS. Bandai també ha publicat un altre RPG, Fullmetal Alchemist: To the Promised Day (鋼の錬金術師 Fullmetal Alchemist 約束の日へ, Hagane no Renkinjutsushi Fullmetal Alchemist Yakusoku no Hi e), per a PlayStation Portable disponible des del 20 de maig de 2010 al Japó. Bandai també ha posat a la venda un joc de lluita, Dream Carnival, per a PlayStation 2. Destineer va vendre un joc basat en un joc de cartes col·leccionable a Amèrica del Nord per a la Nintendo DS. Dels set jocs creats al Japó, Broken Angel, Curse of the Crimson Elixir, i Dual Sympathy s'han venut també internacionalment, a diferència dels altres. Per a la Wii, es va posar a la venda al Japó el 13 d'agost de 2009 el videojoc Akatsuki no Ōji (暁の王子, lit. Fullmetal Alchemist: Prince of the Dawn). Una seqüela directa del joc, Tasogare no Shōjo (黄昏の少女, lit. "Fullmetal Alchemist: Daughter of the Dusk"), es va publicar el 10 de desembre de 2009, per a la mateixa consola.
Funimation va llicenciar la sèrie per a crerar una nova sèrie de Fullmetal Alchemist relacionada amb els videojocs a ser llançats per Destineer Publishing Corporation als Estats Units. Destineer va llançar el seu primer videojoc Fullmetal Alchemist per a la Nintendo DS, una traducció del Dual Sympathy de Bandai, el 15 de desembre de 2006.

### Artbooksiguidebooks
S'han produït diferents artbooks dels manga i anime de Fullmetal Alchemist; Square Enix va publicar tres artbooks del manga anomenats The Art of Fullmetal Alchemist (イラスト集 FULLMETAL ALCHEMIST, Irasuto Shū Fullmetal Alchemist), dels quals dos també van ser publicats per Viz Media. El primer conté il·lustracions fetes entre el maig del 2001 i l'abril de 2003, comprenent els primers sis volums del manga, mentre que el segon conté il·lustracions des del setembre de 2003 fins a l'octubre de 2005, comprenent els sis volums restants. L'últim artbook inclou il·lustracions dels volums restants. Quant a l'anime, es van publicar tres artbooks al Japó sota el nom de The Art of Fullmetal Alchemist: The Anime (TVアニメーション鋼の錬金術師 ART BOOK, TV Animēshon Hagane no Renkinjutsushi Artbook), i només el primer va ser publicat per Viz Media. El novembre de 2010 es va publicar un artbook del segon anime anomenat Fullmetal Alchemist Official Drawing Collection.
El manga també té tres guidebooks, cadascun conté línies del temps, guies de l'aventura dels germans Elric i capítols gaiden que mai van ser publicats en els volums del manga. Només el primer guidebook va ser publicat per Viz Media, sota el nom de Fullmetal Alchemist Profiles. També es va publicar un guidebook de l'anime al Japó i als Estats Units anomenat Fullmetal Alchemist Anime Profiles (TV Animation Hagane no Renkinjutsushi Kyarakore). També s'han publicat 5 fanbooks sota el nom de TV Anime Fullmetal Alchemist Official Fanbooks (TVアニメ 鋼の錬金術師 オフィシャルファンブック, TV Anime Hagane no Renkinjutsushi Ofisharu Fan Bukku), cadascun dels quals conté informació de l'anime i entrevistes amb el personal de la sèrie. A més a més, des del 12 d'agost de 2009 fins a l'agost de 2010 es van publicar quatre guidebooks centrats en el segon anime. El 29 de juliol de 2011 es va publicar al Japó un nou guidebook anomenat "Fullmetal Alchemist Chronicle" (鋼の錬金術師 CHRONICLE), que conté més informació sobre què passa al final del manga.

## Acollida del públic

### Acollida del còmic
La sèrie ha esdevingut una de les franquícies més rendibles de Square Enix juntament amb Final Fantasy i Dragon Quest. Amb el llançament del volum 27, el manga ha venut més de 50 milions de còpies al Japó. A 10 de gener de 2010 cada volum del manga ha venut més d'un milió de còpies cadascun al Japó. Square Enix va informar que la sèrie havia venut 57 milions d'unitats a escala mundial a data de 9 de juny de 2011 amb 10 milions de còpies venudes fora del Japó. Juntament amb Yakitate!! Japan, la sèrie va guanyar el 49è Premi de manga Shogakukan de la secció de shōnen el 2004.